# كنيسة المسكوبية
كنيسة المسكوبية (بالروسية: Монастырь Святой Троицы Хеврон) وتسمى بالإنجليزية Abraham's Oak Holy Trinity Monastery أو The Oak of Mamre. وتمتاز كنيسة دير الإرسالية الروسية بقبابها الذهبية وجدرانها العتيقة، والتي تقف شامخة على إحدى تلال مدينة الخليل. وتحكي لزائريها أحداث تاريخ يمتد لأكثر من 130 عاماً.
وقد أخذت تسمية دير المسكوبية نسبة إلى العاصمة الروسية موسكو أو «موسكفا» التي انقلبت بالعربية الدارجة إلى «مسكوبي». والدير من أهم المعالم الأثرية التي تعود ملكيتها إلى روسيا في منطقة الضفة الغربية. 
يتكون الموقع من كنيسة بُنيت عام 1906، وقلعة وبيوت الرهبان وقبور من خدموا الكنيسة. وتبلغ مساحة الكنيسة 600 مترا مربعا تقريباً مبنيَّة من الحجر على أرض مساحتها 70 دونماً واتخذت في مخططها شكل الصليب. ولا يفتح هذا المكان أبوابه، إلا في المناسبات الدينية الخاصة أو لاستقبال وفود السياح وتحديدا الروس منهم. وتعد الكنيسة الوحيدة في منطقة الخليل.
وقد استرجعت روسيا ملكية هذه الكنيسة بمساعدة من الرئيس الفلسطيني الراحل ياسر عرفات عام 1997. وكانت العائلات الخليلية المسلمة وقد أعطوها بموجب حق انتفاع للكنيسة الروسية لمدة 99 عام انتهت في العام 2009. وفي نهاية المطاف يمكن القول أن آلاف السياح يزورون الكنيسة ليتباركوا من شجرة بلوط يقدر عمرها بحوالي 4,500 عام، بالقرب من الكنيسة الروسية، حيث يعتقد أن إبراهيم وزوجته استظلا بها، كما ويقول البعض ان الملائكة بشرت إبراهيم بقدوم مولوده إسحاق حين كان تحتها.

## المسكوبية من الداخل
وتتزيَّن الكنيسة من الداخل بلوحات وصور ورسومات لمن يعتقد المسيحيون أنهم عدد من الأنبياء أمثال إبراهيم واسحق وإسماعيل وزوجاتهم، سارة وليئة (لائقة) وراحيل، فيما سرق اليهود مجموعة من الأعمال الفنية القديمة خلال حادثة سطوٍ تعرَّضت له الكنيسة خلال الحكم العسكري الإسرائيلي للمناطق الفلسطينية.

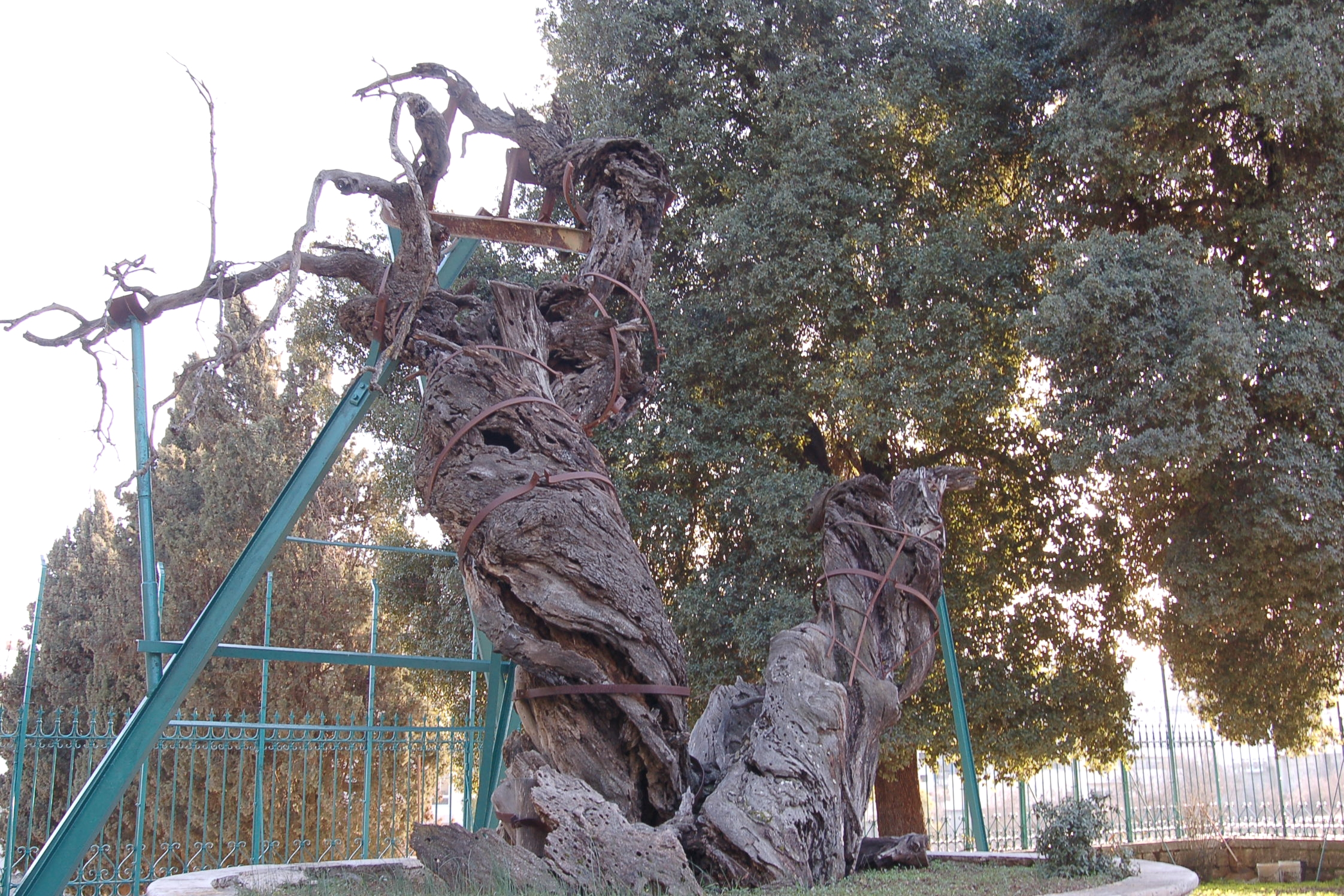
بلوطة إبراهيم

وتوجد داخل الكنيسة غرفٌ سكنيةٌ محفورةٌ في الصخور وأماكن استخدمت لصناعة النبيذ، بالإضافة لأماكن محفورة في الصخر وعدد من القبور.
وأضاف أنه يوجد في المكان سراديب قد تؤدي إلى مغارات، ويعتقد بأن الغرف المحفورة سكنها أناس منذ ألاف السنوات.

## المسكوبية من الخارج
أما بالنسبة للشكل الخارجي للكنيسة، فيبدو عليه البناء القديم المرتفع الذي تزيّنه قبتين مذهبتين بارزتين للعيان في المنطقة، يمكن من خلالها رؤية أنحاء مختلفة من مدينة الخليل، إضافة لبعض المناطق البعيدة من الجهتين الشرقية والغربية.

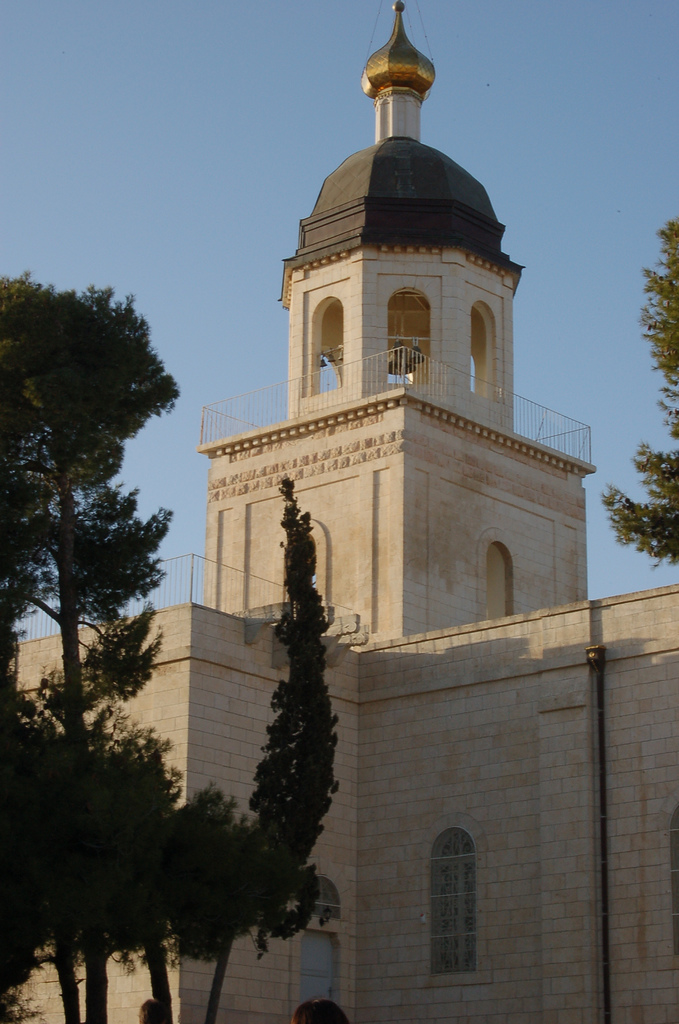
كنيسة المسكوبية من الخارج

## نافذة على روسيا
من جهة أخرى، شكَّلت هذه الكنيسة نافذة لعلاقة إيجابية بين الشعب الفلسطيني والسلطة مع روسيا، من خلال حفاظ الفلسطينيين على معالمها، واحترامهم هذا المعلم الروسي المسيحي الموجود منذ مئات السنين داخل الخليل، دون أي مساس بها، في وقت حولت “إسرائيل” كنيسا روسيا مماثلا في القدس المسكوبية (القدس) إلى مركز تحقيق يعتقل به الفلسطينيون ويتعرضون لعمليات تعذيب قاسية.و في عام 1998 زار فلسطين بطريرك روسيا أليكسي الثاني، الذي كان يمثل الكنيسة الروسية الرسمية المتواجدة هناك، والتي عرفت بالكنيسة الحمراء، والتقى فيها الرئيس الفلسطيني الراحل ياسر عرفات.
وبعد الزيارة تدخّلت السلطة الفلسطينية لإخلاء الرهبان من داخل الكنيسة، حيث كانوا يمثلون ما يعرف باسم الكنيسة البيضاء، وهي تمثل المنشقين الذين اتخذوا موقفا من الثورة الشيوعية في روسيا عام 1917، وتسليمها إلى الكنيسة التي يمثلها أليكسي الثاني «الحمراء». وعندما تم إخراج الرهبان البيض منها لتسليمها إلى الرهبان الحمر، رفض أحد الرهبان «ويدعى إسكندر» مغادرتها، وفضل البقاء مع الرهبان الحمر الجدد.
ويعيش الآن في الكنيسة ثلاثة رهبان، ويتجولون بلباسهم وزيهم في مدينة الخليل، ويحظون باحترام وتقدير المواطنين فيها.